# Adam Yates
Adam Richard Yates (Bury, 7 agosto 1992) è un ciclista su strada britannico che corre per l'UAE Team Emirates XRG.
Professionista dal 2014, ha caratteristiche di scalatore, ed è soprannominato The Shadow. In carriera, ha vinto nel 2015, la Clásica San Sebastián, nel 2016 si è classificato quarto e miglior giovane al Tour de France, nel 2021 ha vinto la Volta Ciclista a Catalunya e nel 2023 si è aggiudicato il Giro di Romandia ed è salito sul podio per la prima volta in un grande tour a tappe, classificandosi terzo al Tour de France e vestendo anche la maglia gialla per quattro tappe.

## Biografia
Ha un fratello gemello, di nome Simon, anch'egli ciclista professionista, attivo dal 2025 per il team Team Visma-Lease a Bike.

## Carriera

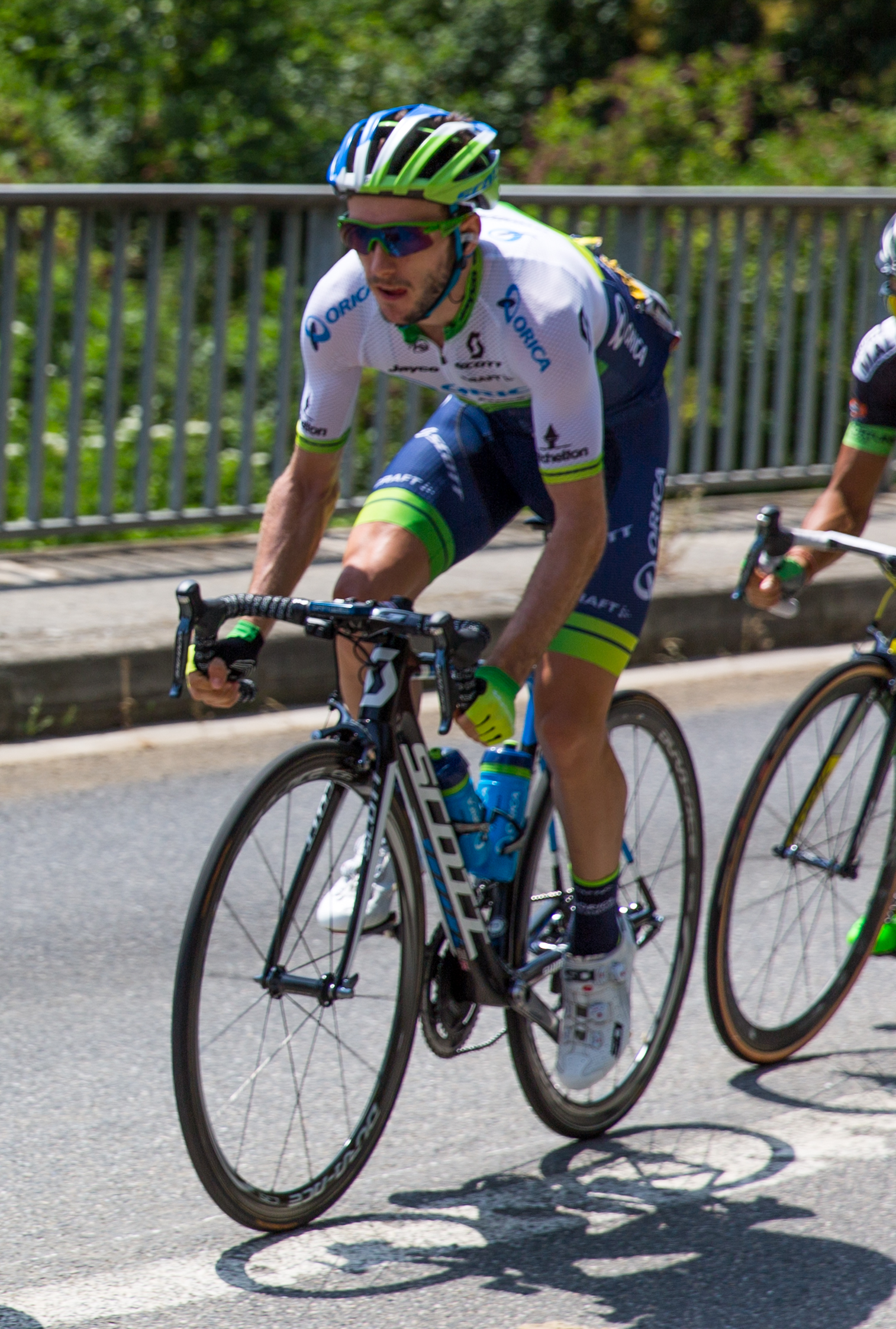
Adam Yates in azione durante una tappa del Tour de France 2015.

Dopo essersi classificato secondo al Tour de l'Avenir 2013 alle spalle dello spagnolo Rubén Fernández Andújar, nel 2014 Adam Yates passa professionista con la Orica-GreenEDGE. Dimostra subito una buona propensione per le corse a tappe arridando undicesimo e miglior giovane al Tour de San Luis, quinto al Tour of California, sesto al Criterium del Delfinato ma, soprattutto, vincendo una tappa e la classifica finale del Giro di Turchia. Vince inoltre il GP Industria e Artigianato e fa il suo esordio nei grandi Giri alla Vuelta a España, gara che conclude all'81º posto senza mai mettersi particolarmente in luce.
Nel 2015, dopo essere arrivato nono alla Tirreno-Adriatico, fa il suo esordio al Tour de France con l'obiettivo di fare esperienza e vincere una tappa; non riesce a imporsi, ottenendo solo 3 piazzamenti nelle top ten di giornata. Grazie al buono stato di forma ottenuto nella gara a tappe francese vince la Clásica San Sebastián, favorito dal fatto che Greg Van Avermaet, che è in testa, viene investito e fatto cadere da una moto.
Nel 2016, dopo essere arrivato settimo al Criterium del Delfinato, prende nuovamente il via del Tour de France. Resta con i migliori sin dalle prime tappe tanto che, al via della 7ª frazione, occupa il tredicesimo posto in classifica. È proprio nel finale di questa tappa che si mette in luce: stacca di alcuni secondi il gruppo degli uomini di classifica ma, mentre sta passando sotto l'arco dell'ultimo chilometro, questo si sgonfia crollandogli addosso e facendolo cadere. La giuria lo accredita comunque del tempo guadagnato, trattandosi di incidente avvenuto negli ultimi 3 km, e ciò gli permette di risalire fino al secondo posto della generale e indossare la maglia bianca che porterà fino a Parigi, concludendo quarto della classifica finale a 4'42" dal vincitore Chris Froome ma a soli 21" dal terzo classificato, Nairo Quintana.

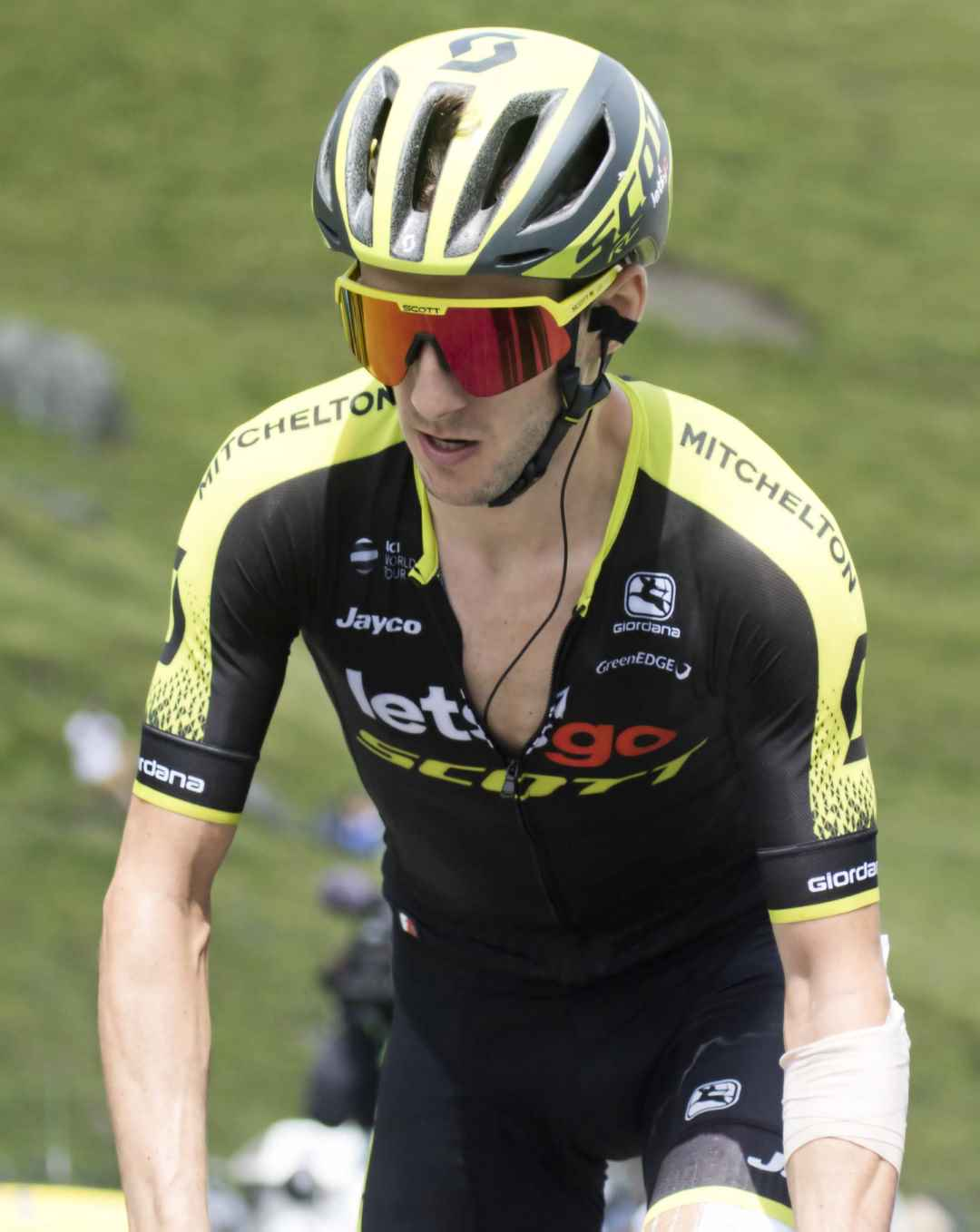
Adam Yates in azione durante una salita del Tour de France 2018.

Nel 2017 partecipa alla Tirreno-Adriatico con ambizioni di classifica. Dopo aver disputato una buona cronosquadre iniziale si piazza terzo a 18" da Nairo Quintana sull'arrivo in salita del Terminillo, risalendo al secondo posto della classifica a 33" dal colombiano e indossando la maglia bianca di miglior giovane. Tuttavia il giorno seguente si ritira a circa 80 km dalla conclusione della tappa di Fermo a causa di problemi gastrici. Successivamente prende il via del Volta a Catalunya ma si ritira a causa di una caduta nella quale si frattura il bacino. Prende parte al Giro d'Italia concludendo al 9º posto. Ad agosto invece prende parte alla Vuelta a España con i gradi di capitano insieme ad Esteban Chaves, ma nella seconda settimana inizia a perdere posizioni in classifica concludendo 34º. 
Nel 2018 partecipa alla Tirreno-Adriatico finendo 5º e decide di partecipare al Tour de France con l'obiettivo di fare classifica, ma viene respinto già sui Pirenei nella seconda settimana. Conclude il Tour lontano dai migliori in 29ª posizione. Quindi partecipa alla Vuelta a España nell'intento di aiutare suo fratello Simon in classifica. Adam conclude 45º mentre suo fratello riesce a vincere centrando l'obiettivo. 
Per il 2019 partecipa nuovamente alla Tirreno-Adriatico, arriva 2º prendendo la maglia di leader della corsa già dalla seconda tappa ma la perde a favore di Primož Roglič nella crono dell'ultima tappa per solo 1". Dopo aver ottenuto alcune vittorie di tappa in corse minori, partecipa al Critérium du Dauphiné finendo 2º. Scelto dalla squadra come capitano al Tour de France, va fuori classifica già nella seconda settimana ripetendo il risultato dell'anno precedente con un 29º posto.
All'inizio della stagione 2020 partecipa all'UAE Tour, vincendo la terza tappa e la classifica generale. Nel 2022 firma con l'UAE Team Emirates un contratto triennale valido dal 1º gennaio 2023 fino al termine della stagione 2025.

## Palmarès

### Strada
- 2013 (C.C. Etupes-Le Doubs)

3ª tappa Tour de Franche-Comté
- 2014 (Orica-GreenEDGE, tre vittorie)

6ª tappa Presidential Cycling Tour of Turkey (Bodrum > Selçuk)
Classifica generale Presidential Cycling Tour of Turkey
Gran Premio Industria e Artigianato
- 2015 (Orica-GreenEDGE, una vittoria)

Clásica San Sebastián
- 2017 (Orica-Scott, una vittoria)

Gran Premio Industria e Artigianato
- 2018 (Mitchelton-Scott, due vittorie)

5ª tappa Tirreno-Adriatico (Castelraimondo > Filottrano)
7ª tappa Critérium du Dauphiné (Moûtiers > Saint-Gervais Mont-Blanc)
- 2019 (Mitchelton-Scott, cinque vittorie)

4ª tappa Volta a la Comunitat Valenciana (Vila-Real > Alcala-Alcocebre)
3ª tappa Volta Ciclista a Catalunya (Sant Feliu de Guíxols > Vallter 2000)
6ª tappa Itzulia Basque Country (Eibar > Eibar)
5ª tappa CRO Race (Rabac > Platac)
Classifica generale CRO Race
- 2020 (Mitchelton-Scott, due vittorie)

3ª tappa UAE Tour (Sharja > Rafisa Dam)
Classifica generale UAE Tour
- 2021 (Ineos Grenadiers, due vittorie)

3ª tappa Volta Ciclista a Catalunya (Canale Olimpico di Catalogna > Vallter 2000)
Classifica generale Volta Ciclista a Catalunya
- 2022 (Ineos Grenadiers, due vittorie)

3ª tappa Giro di Germania (Friburgo > Schauinsland)
Classifica generale Giro di Germania
- 2023 (UAE Team Emirates, cinque vittorie)

7ª tappa UAE Tour (Stadio Hazza bin Zayed > Jebel Hafeet)
4ª tappa Giro di Romandia (Sion > Thyon 2000)
Classifica generale Giro di Romandia
1ª tappa Tour de France (Bilbao > Bilbao)
Grand Prix Cycliste de Montréal
- 2024 (UAE Team Emirates, sei vittorie)

5ª tappa Tour of Oman (Samail "Al Fayhaa Reshouse" > Jabal Akhḍar)
Classifica generale Tour of Oman
5ª tappa Giro di Svizzera (Ambrì > Carì)
7ª tappa Giro di Svizzera (Villars-sur-Ollon > Villars-sur-Ollon)
Classifica generale Giro di Svizzera
9ª tappa Vuelta a España (Motril > Granada)
- 2025 (UAE Team Emirates XRG, una vittoria)

Classifica generale Tour of Oman

#### Altri successi
- 2014 (Orica-GreenEDGE)

Classifica giovani Tour de San Luis
- 2015 (Orica-GreenEDGE)

Classifica giovani Tour of Alberta
- 2016 (Orica-BikeExchange)

Classifica giovani Tour de France
- 2019 (Mitchelton-Scott)

1ª tappa Tirreno-Adriatico (Lido di Camaiore > Lido di Camaiore, cronosquadre)
Classifica scalatori Itzulia Basque Country
Classifica scalatori CRO Race
- 2023 (UAE Team Emirates)

Classifica scalatori Vuelta a Burgos
- 2024 (UAE Team Emirates)

Classifica a punti Giro di Svizzera
Classifica scalatori Giro di Svizzera

## Piazzamenti

### Grandi Giri
- Giro d'Italia

2017: 9º
2025: 12º
- Tour de France

2015: 50º
2016: 4º
2018: 29º
2019: 29º
2020: 9º
2022: 9º
2023: 3º
2024: 6º
2025: 24º
- Vuelta a España

2014: 82º
2017: 34º
2018: 45º
2021: 4º
2024: 12º

### Classiche monumento
- Liegi-Bastogne-Liegi

2016: 56º
2017: 8º
2019: 4º
2020: ritirato
2021: 18º
- Giro di Lombardia

2014: ritirato
2015: 56º
2017: 74º
2018: 29º
2019: 15º
2021: 3º
2022: 10º
2023: 6º

### Competizioni mondiali
- Campionati del mondo su strada

Offida 2010 - In linea Juniores: 71º
Toscana 2013 - In linea Under-23: 19º
Ponferrada 2014 - In linea Elite: ritirato
Richmond 2015 - In linea Elite: 57º
Innsbruck 2018 - In linea Elite: 37º
Yorkshire 2019 - In linea Elite: ritirato
Zurigo 2024 - In linea Elite: 30º
- Giochi olimpici

Rio de Janeiro 2016 - In linea: 15º
Tokyo 2020 - In linea: 9º

### Competizioni europee
- Campionati europei su strada

Olomuc 2013 - In linea Under-23: 24°